# Carminati & Toselli
Pour les articles homonymes, voir Carminati et Toselli (homonymie).
Carminati & Toselli S.p.A. était une entreprise milanaise produisant du matériel ferroviaire, tramways et chemins de fer, qui a cessé son activité en 1935 après avoir fourni du matériel de traction et des remorques à de nombreux chemins de fer et tramways italiens et étrangers.

## Histoire
L'entreprise a été fondée à Milan le 26 janvier 1899, dans le but de construire du matériel ferroviaire roulant et fixe pour chemins de fer et tramways et assurer la maintenance et l'assistance technique associée. C'était l'époque où de nombreuses lignes de tramway hippomobiles étaient transformées en tramways à vapeur ou électriques. Il était donc nécessaire de fabriquer de nouveaux moyens de transport équipés de moteurs à vapeur ou électriques pour satisfaire la demande du marché italien.
La qualité des produits de l'entreprise lui permettent d'acquérir une forte réputation dans le milieu ferroviaire ce qui lui ouvre, en 1907, les portes pour l'entrée de nouveaux associés. Elle se transforme alors en Società Italiana Carminati Toselli. La demande se développe encore ce qui la conduit à réaliser une extension de ses ateliers de Milan. 
Malgré le ralentissement des commandes pendant la Première Guerre mondiale, la société atteint, en 1920, un effectif de plus de 1 300 salariés. De nombreuses véhicules ont été construits pour les réseaux de tramways italiens, notamment celui de Milan.
La société a également réalisé de nombreuses automotrices électriques à voie métrique pour un grand nombre de sociétés privées, italiennes et étrangères, concessionnaires de lignes locales de chemin de fer mais, avec l’avènement du fascisme, la société a enregistré l'arrêt des commandes étrangères et une forte baisse en Italie. Elle a connu une crise irréversible qui s'est terminée, en 1935, par sa mise en liquidation et ses usines vendues aux enchères.
Le site de l'entreprise a été transformé, dans les années 1960, en un site accueillant des expositions et divers événements culturels sous le nom de « Steam Factory ». Situé à l'angle de la via Procaccini et de la via Messina, il conserve les inscriptions et les frises de style Art Nouveau qui rappellent la période pendant laquelle l'entreprise était opérationnelle.

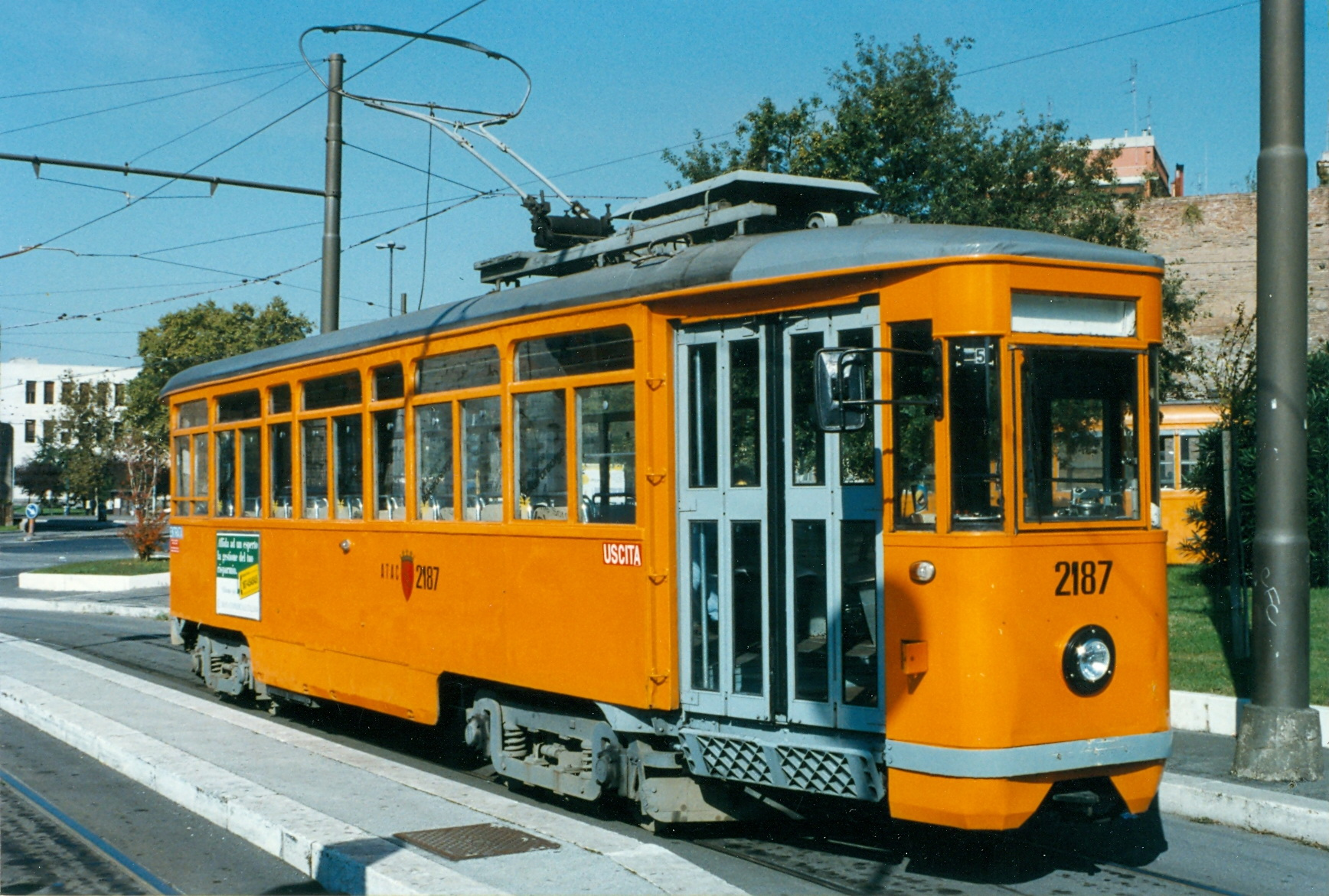
Automotrice 2187 du réseau de tramway de Rome

## Les différents secteurs d'activité
À l'origine, les productions de l'entreprise Carminati & Toselli SpA étaient axées principalement sur la construction de voitures et automotrices de chemin de fer pour voies étroites et métriques, de carrosseries et de châssis pour tramways, pour les compagnies privées de chemins de fer en concession. La nationalisation des chemins de fer italiens, bien qu'intervenue en 1905, a laissé se poursuivre l'activité de nombreuses petites sociétés gérant des lignes locales à voie métrique, restées sous statut privé jusqu'en 1960.
La collaboration avec l'électricien italien Tecnomasio a souvent conduit à la fourniture conjointe de nombreux matériels aux lignes carrées, caractéristiques de l'époque, équipés de ses moteurs électriques. 

### Tramways

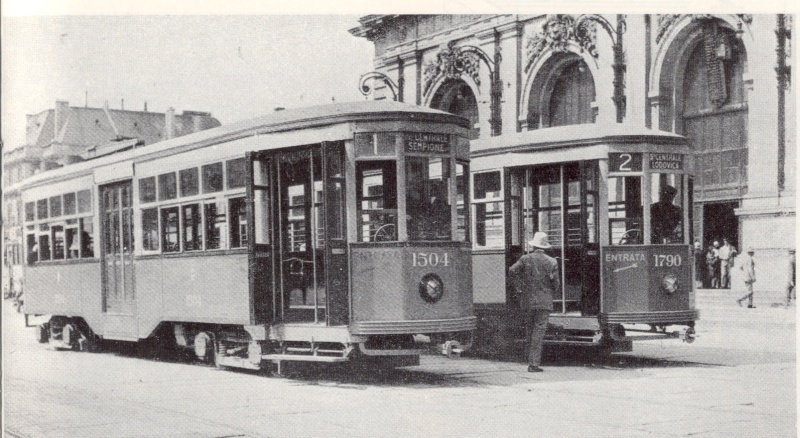
Tramway de Milan - Automotrices 1504 & 1790 devant la gare de Milan-Centrale

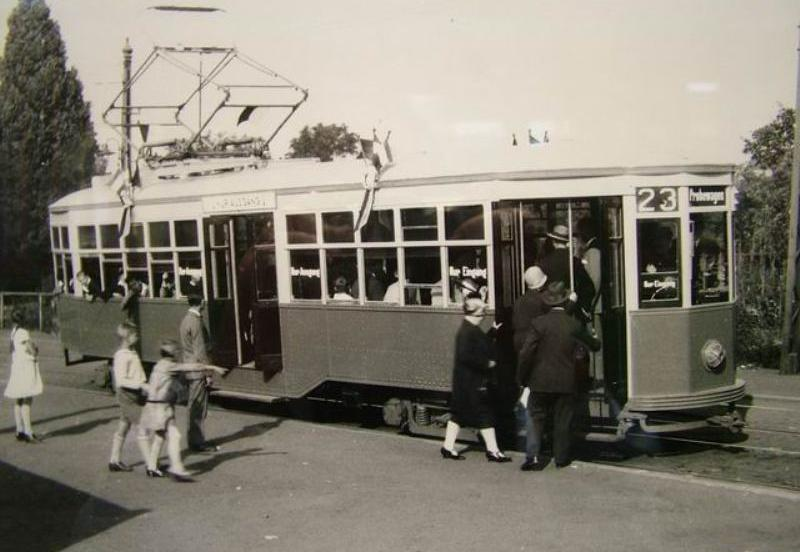
Une unité « Ventotto » à Francfort. (Plusieurs unités ont aussi équipé les réseaux de Bruxelles et de Madrid)

- Tramway de Rome - Entre 1911 et 1934, le constructeur Carminati & Toselli a livré 445 électromotrices à la compagnie des tramways de Rome[3].

- Tramway de Milan - La première ligne de tramway hippomobile a été inaugurée en 1876 à Milan. L'ingénieur Giuseppe Colombo, fondateur de la société italienne Edison SpA, pionnier de l'énergie électrique, révolutionna les transports urbains avec l'électrification des lignes de tramway. Après la Première Guerre mondiale, à Cleveland, aux États-Unis, apparaît le « trolley tram », un tramway dont les roues étaient montées sur des chariots directeurs (bogies) capables de tourner indépendamment de la caisse de la voiture, une véritable révolution !. La société Carminati & Toselli reprend l'innovation à son compte en améliorant le système et va construire, en 1927, le premier prototype breveté entièrement milanais. En 1928, la société lance la production de la légendaire "série 1500", également appelée « Ventotto » ou « Peter Witt », en hommage à l'ingénieux président de la société de transport de Cleveland. Ces automotrices ont connu un énorme succès. Plusieurs centaines ont été produites jusqu'en 1935. 125 exemplaires circulaient toujours à Milan en janvier 2024 sur les 502 exemplaires livrés[4]. 11 unités circulent, depuis 1983, dans les rues de San Francisco, en Californie[5], cédées par l'ATM de Milan : unités 1507, 1515, 15556, 1588, 1793, 1795, 1814, 1818, 1834, 1859 et 1911.

L'ATM de Milan a cédé également les unités :
- 1612 à la Préfecture de Kōchi au Japon pour son réseau de tramway en septembre 1994,
- 1692 à la ville de Melbourne[6],
- 1811 & 1906 à la ville de Saint Louis dans le Missouri,
- 1943 & 2001 à San José en Californie,
- 1640, 1945 & 1996 à Mount Pleasant, dans l'Iowa[7],

### Autres productions
Parmi les plus connues et référencées, on peut citer :
- Tramway type 1928 (it) pour l'ATM de Milan,
- Matériel de traction et remorques pour la ligne Spolète-Norcia (it)
- Voitures et wagons pour les Chemins de fer Calabro-Lucanes[8],
- Locomotives B50, électromotrices A et remorques pour la ligne du Val di Fiemme (it),
- Automotrices M 1 (it) pour les Chemins de fer Calabro-Lucanes et pour les Chemins de fer Complémentaires de Sardaigne (FCS) (it)
- 18 locomotives électriques, 9 automotrices et diverses voitures de voyageurs et postales et wagons pour la ligne Sangritana (it) et la ligne Porto San Giorgio-Amandola (it)[9],
- Locomotives électriques, 8 automotrices et de nombreux wagons pour la ligne Rome-Lido (it)[9]
- Électromotrices et wagons remorqués pour la ligne Pescara-Penne (it),
- 8 Rames automotrices électriques ABDe 4/4, remorques et wagons de marchandises pour les compagnies italienne SSIF et suisse FRT exploitant la Ligne de chemin de fer Domodossola-Locarno,
- Automotrices électriques type AB et wagons pour la ligne Rimini-Saint-Marin (it), la ligne Spolète-Norcia (it) et la ligne Ora-Predazzo (it),
- 18 voitures de passagers pour les Ferrovie del Sud Est,
- 12 voitures pour le réseau de tramway de Côme (it),
- 6 automotrices à batteries pour la Compagnie Générale des Tramways du Piémont (CGTP) (it),
- 1 locomotive électrique, 4 automotrices et 6 voitures pour la ligne Pise-Tirrenia-Livourne (it),
- 4 automotrices électriques (série 21-24) pour les Tramways électriques de Brescia (it).